# Methylencyklopropan
Methylencyklopropan je organická sloučenina se vzorcem (CH2)2C=CH2, uhlovodík tvořený methylenovou skupinou (=CH2) navázanou na cyklopropanový kruh. Jedná se o bezbarvý snadno kondenzovatelný plyn, který má využití v organické syntéze.

## Příprava
Methylencyklopropan lze vytvořit vnitromolekulární cyklizací methallylchloridu za přítomnosti silné zásady, například amidu sodného a terc-butoxidu sodného nebo bis(trimethylsilyl)amidu sodného a terc-butoxidu sodného.
Terc-butoxid sodný slouží k izomerizaci 1-methylcyklopropenu, vznikajícího jako vedlejší produkt, na methylencyklopropan.

## Reakce
V důsledku vysokého kruhového napětí a nenasycenosti molekuly vstupuje methylencyklopropan, zvláště za přítomnosti kovových katalyzátorů, do mnoha reakcí; příkladem může být přeměna methylencyklopropanů na cyklobuteny za přítomnosti platiny, což je reakce podobná rozšiřování kruhu při vinylcyklopropanových přesmycích.
Substituované methylencyklopropany se také mohou účastnit trimethylenmethanových cykloadicí.